# شرق أوكرانيا
شرق أوكرانيا أو أوكرانيا الشرقية (بالأوكرانية: Східна Україна، نح: سخيدنا أوكراينا) مصطلح جغرافي يُستخدم عامة للمناطق الأوكرانية الواقعة شرق نهر دنيبر، وبالتحديد أوبلاست خاركيف، ولوهانسك، ودونتسك، كما يُشار أحيانًا لأوبلاست دنيبروبتروفسك، وزابوروجييه على أنهما جزءُا من النطاق الجغرافي لشرق أوكرانيا والذي يسكنه قرابة ثلث التعداد السكاني للبلاد، إذ يضم ثلاثة مُدن يزيد تعداد كل منهم عن مليون نسمة، ويُعد نهر سيفرسكي دونتس أهم أنهار شرق أوكرانيا.

## المنطقة
تُعتبر شرق أوكرانيا من أعلى المناطق كثافةً في البلاد، وهي على صلة وثيقة بالدونباس، كما تضم ثلاثة مُدن حضرية يشكّلون سويُا مثلثًا صناعيا بالمنطقة، ومن أهم المُدن الواقعة في شرق أوكرانيا:
- خاركيف
- دنيبروبتروفسك
- دونيتسك
- زابوروجييه
- لوهانسك
- ماريوبول
- كريفي ريه
- ماكيفكا

وتاريخيًا، كانت شرق أوكرانيا جزءُا من كياناتٍ سياسيةٍ عدةٍ، من أهمها خانية القرم، وجمهورية دونيتسك-كريفوي روغ السوفيتية، وسلافو-صربيا، وسلوبودو أوكرانيا، والحكومة العامة لروسيا الجديدة وبيسارابيا.

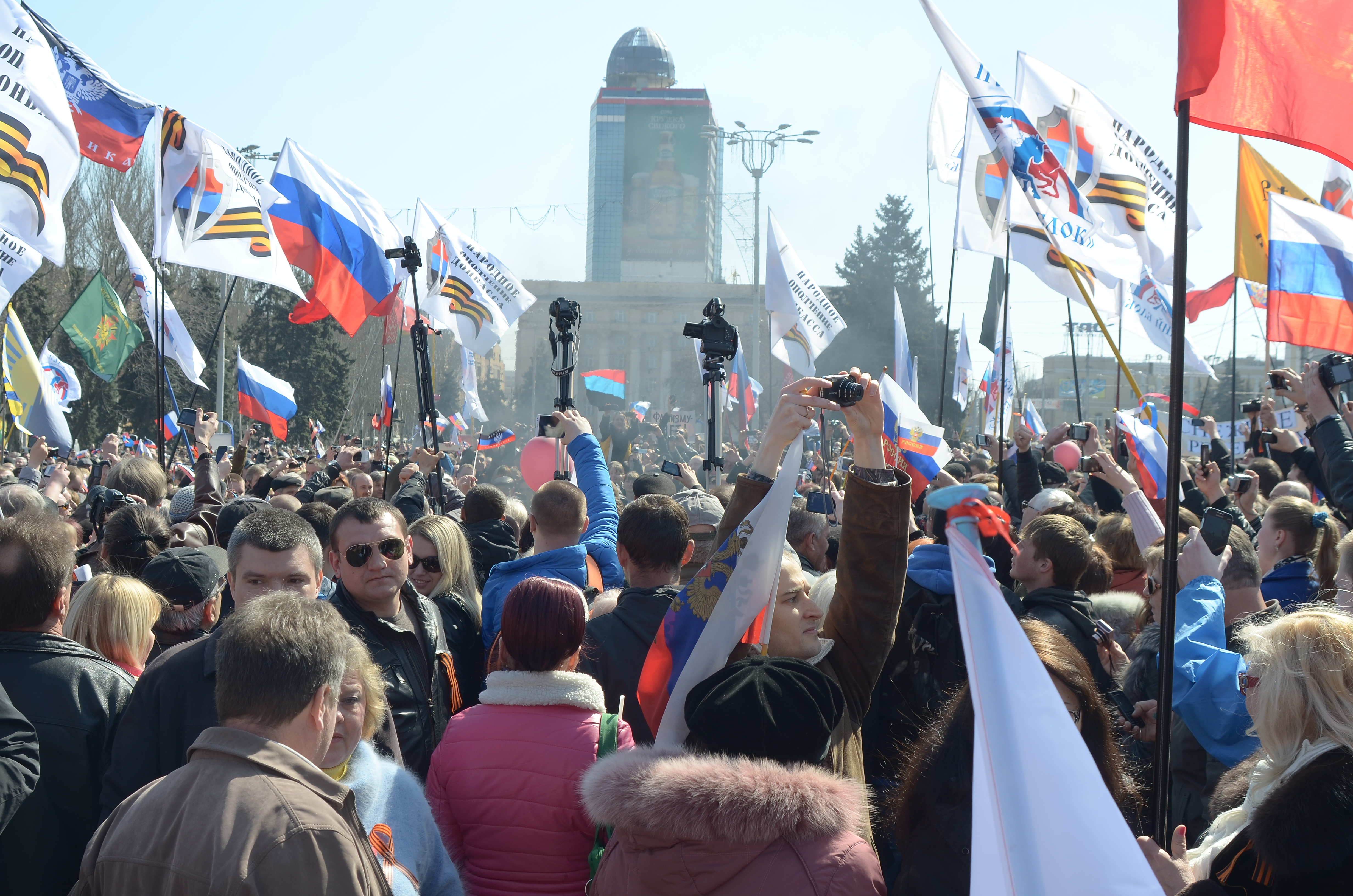
المظاهرات المؤيدة لروسيا بمدينة دونتسك، 6 إبريل 2014.

واللغة الروسية هي اللغة السائدة في المنطقة، وإن كان تعلّم اللغة الأوكرانية إلزاميُا في مدارس جمهورية أوكرانيا السوفيتية الاشتراكية، واعتبارُا من أغسطس 2012 دخل قانون اللغات القومية حيّذ التنفيذ، والذي نصّ على اعتبار أي لغة يتحدث بها ما يزيد عن 10% من سكان منطقة معينة هي لغة رسمية لتلك المنطقة، وسرعان ما أُعلنت اللغة الروسية لغة رسمية في العديد من المدن والأوبلاستات الشرقية والجنوبية، ومن ثمّ يُمكن استخدام اللغة الروسية كلغة للمُكاتبات الرسمية أو للتعامل بها في المصالح الحكومية داخل تلك المُدن، وبحلول الثالث والعشرين من فبراير لعام 2014 أصدر الرئيس ألكساندر تورتشينوف أمرًا بإلغاء هذا القانون ردًا على انتزاع روسيا للقرم، حيث أقرّ باعتماد اللغة الأوكرانية اللغة الرسمية الوحيدة على كافة الأصعدة بشرق أوكرانيا.
كما تختلف شرق أوكرانيا ثقافيُا عن باقي مناطق الدولة، عدا جنوب أوكرانيا، خاصة فيما يتعلّق بالأراء الإيجابية حول اللغة الروسية والحُقبة السوفيتية، فضلًا عن الأراء السلبية بشأن القومية الأوكرانية، وهو ما بدى واضحًا منذ فترة ليست بالقصيرة تعود لاستفتاء عام 1991 الخاص باستقلال أوكرانيا، والذي أظهر أقل نسب تأييد في شرق وجنوب أوكرانيا عن باقي المناطق، ذلك بالإضافة إلى استطلاع الرأي الذي قام به معهد كييف الدولي للعلوم الاجتماعية في النصف الأول من شهر فبراير لعام 2015 ونتائجه التي أظهرت قناعة 25.8% من سكان شرق أوكرانيا بضرورة الوحدة بين أوكرانيا وروسيا، على عكس النتائج التي لم تتجاوز 12.5% في باقي مناطق البلاد.
وأثناء الانتخابات أدلى الناخبون في شرق وجنوب أوكرانيا بأصواتهم لصالح الحزب الشيوعي الأوكراني وحزب الأقاليم، ومُرشّح الرئاسة فيكتور يانوكوفيتش من منطلق التأييد الشعبي لروسيا وسياسة الوضع الحالي بالبلاد.

## الأوبلاستات
| الأوبلاست                 | الاسم بالأوكرانية        | المساحة (كم2) | تعداد السكان وفقًا لإحصاء عام 2001 | تعداد السكان وفقًا لمؤشرات 2012 |
| ------------------------- | ------------------------ | ------------- | --------------------------------- | ------------------------------ |
| دونتسك                    | Донецька область         | 26,517        | 4,825,563                         | 4,403,178                      |
| خاركيف                    | Харківська область       | 31,418        | 2,914,212                         | 2,742,180                      |
| لوهانسك                   | Луганська область        | 26,683        | 2,546,178                         | 2,272,676                      |
| مجموع الأوبلاستات الثلاثة |                          | 84,618        | 10,285,953                        | 9,418,034                      |
| زابوروجييه                | Запорізька область       | 27,183        | 1,929,171                         | 1,791,668                      |
| دنيبروبتروفسك             | Дніпропетровська область | 31,923        | 3,561,224                         | 3,320,299                      |
| مجموع الأوبلاستات الخمسة  |                          | 143,724       | 15,776,348                        | 14,530,001                     |

دائمًا ما يُشار لأوبلاستات زابوروجييه ودنيبروبتروفسك على أنهما جزءًا من جنوب أوكرانيا، على الرغم من تبعيّة الجزء الغربي لأوبلاست دنيبروبتروفسك (كريفي ريه) لوسط أوكرانيا جغرافيًّا.

## طالع أيضًا
- غرب أوكرانيا
- وسط أوكرانيا
- جنوب أوكرانيا